# Wasserburg am Inn
Wasserburg am Inn kisváros Németországban, azon belül Bajorországban, Felső-Bajorország kormányzati kerületben, Rosenheim járásban. Lakosainak száma 13 112 fő (2023. december 31.).

## Fekvése
A Duna völgyében, Münchentől 55 km-re keletre, a járás székhelyétől, Rosenheimtól 25 km-re északra, az  Inn partján fekszik.  Határos Babensham, Eiselfing, Edling, Griesstätt és Soyen községekkel.

## Népesség
A település népessége az elmúlt években az alábbi módon változott:
| Lakosok száma | 2100 | 4389 | 12 477 | 9067 | 12 257 | 12 348 | 12 846 | 12 771 | 12 800 | 13 112 |
|               | 1835 | 1925 | 1970   | 1987 | 2012   | 2013   | 2015   | 2017   | 2021   | 2023   |

## Képek

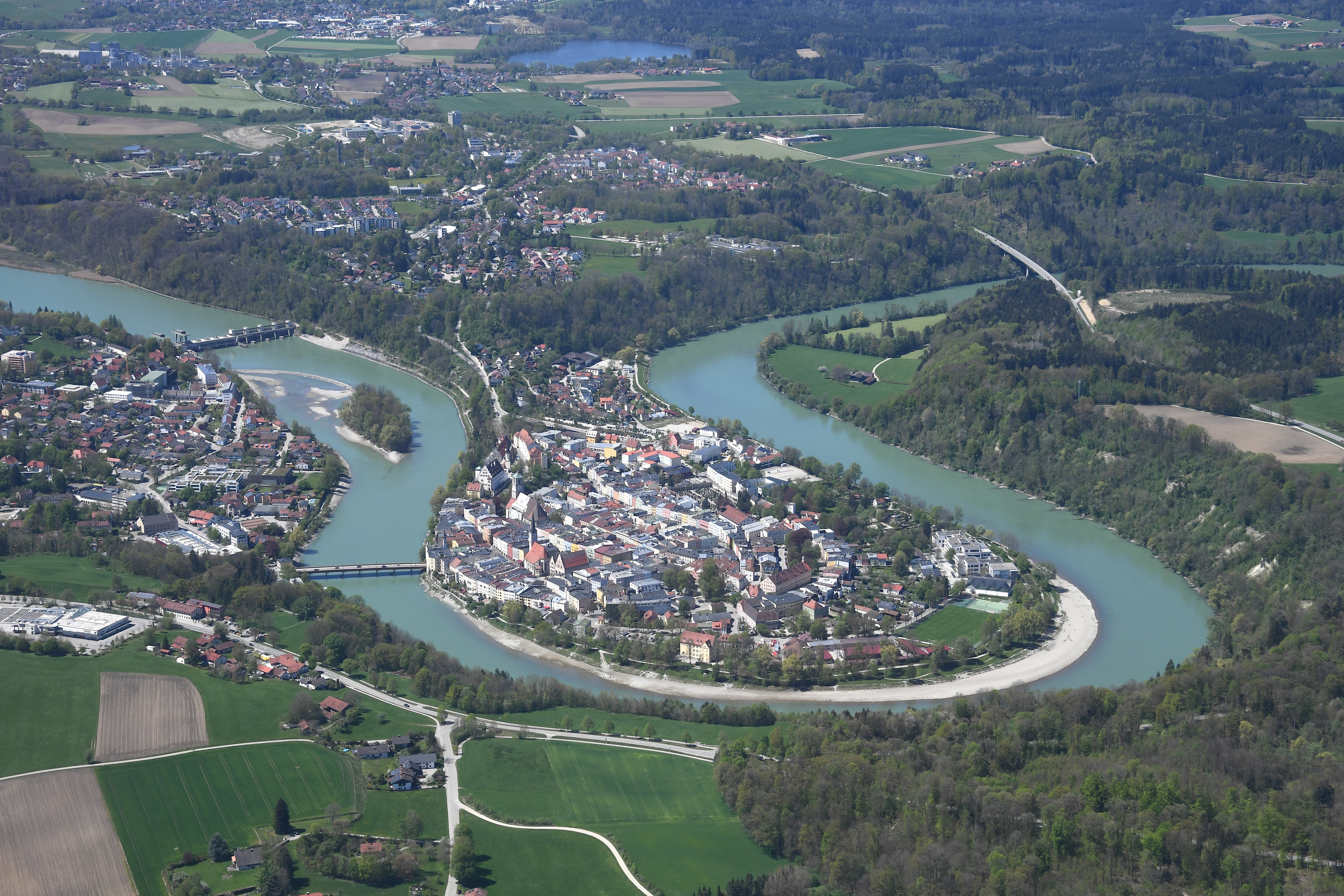
Wasserburg am Inn óvárosa az Inn folyó kanyarulatával
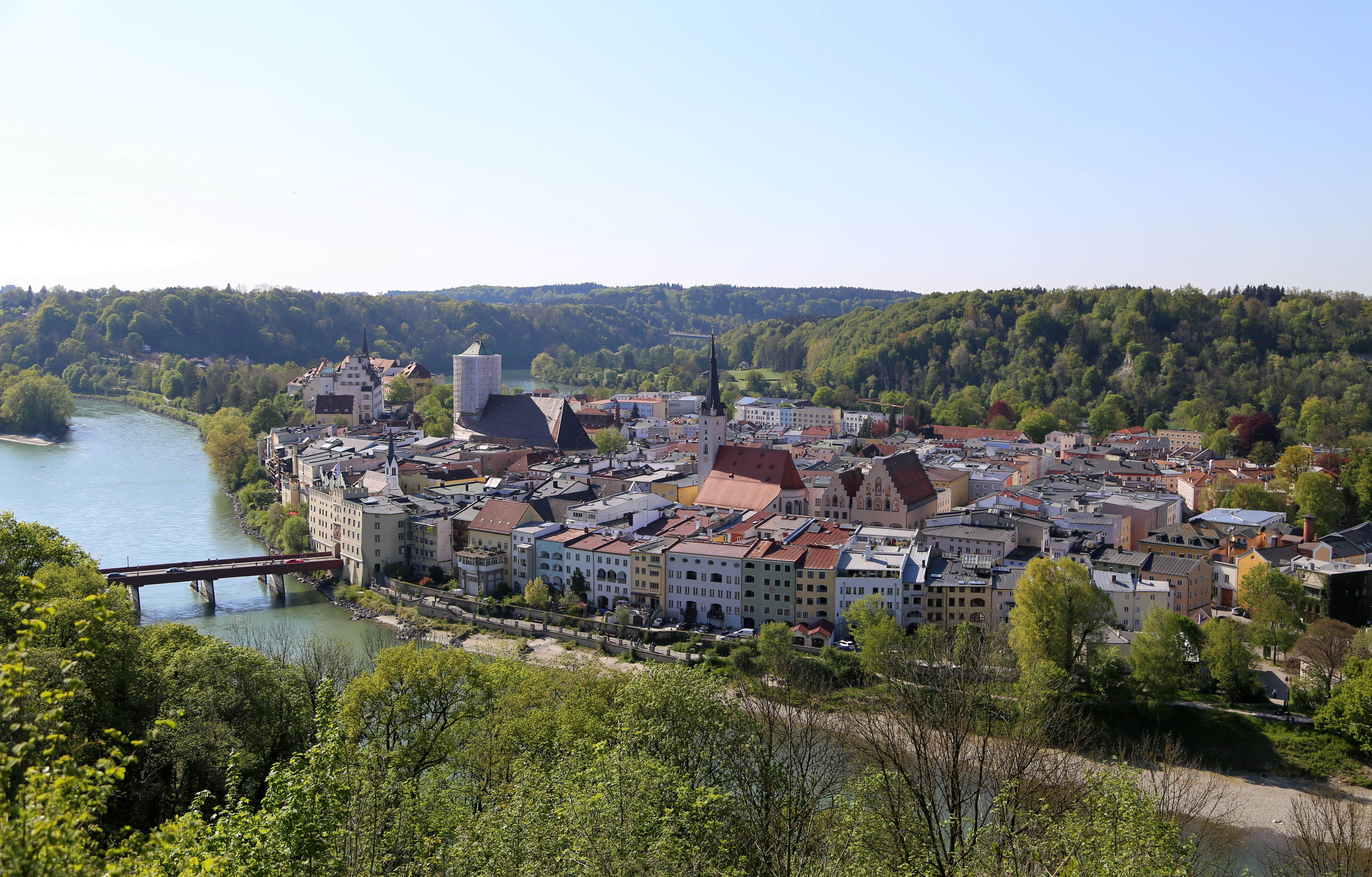
Az óváros
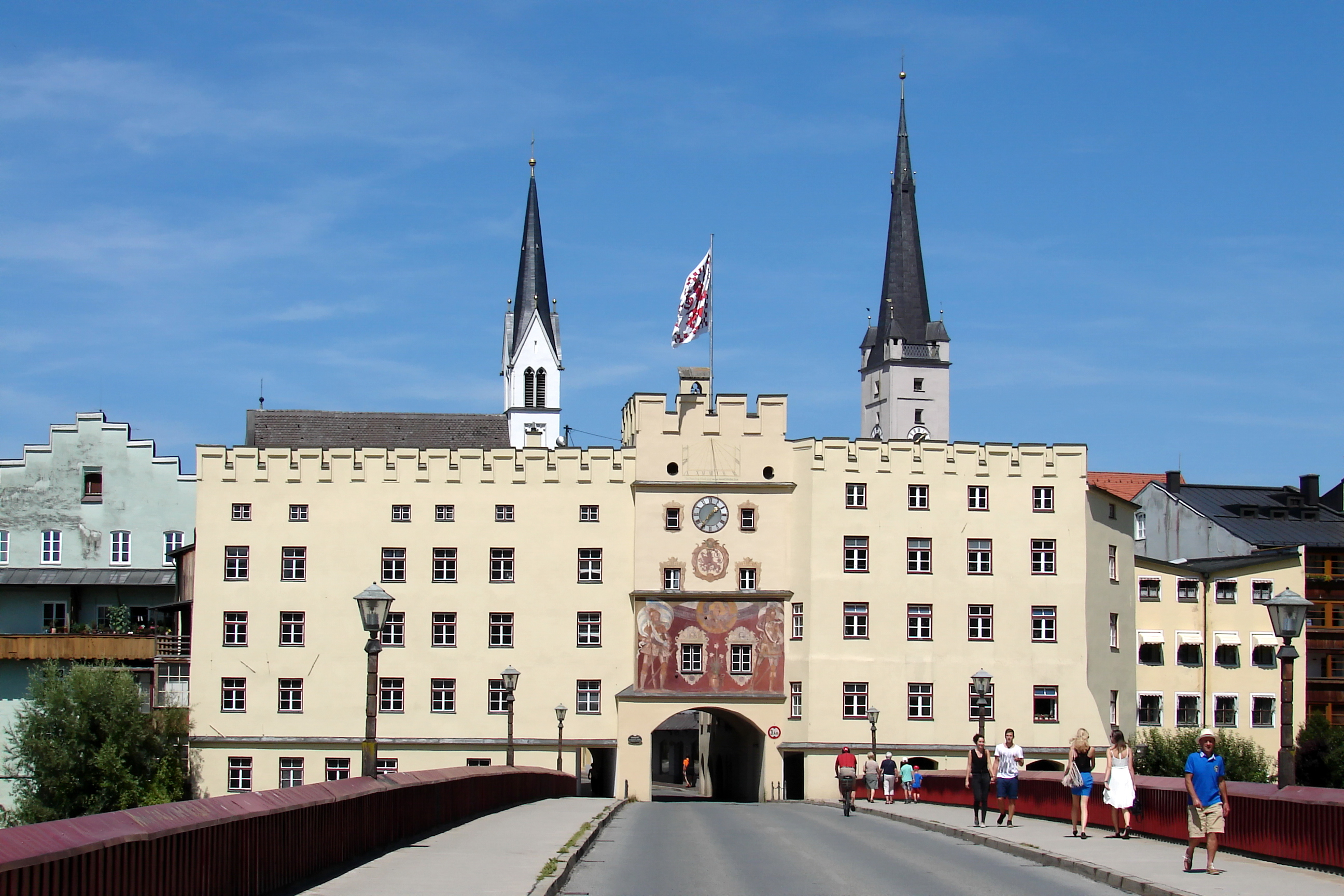
Hídkapu az Inn hídján
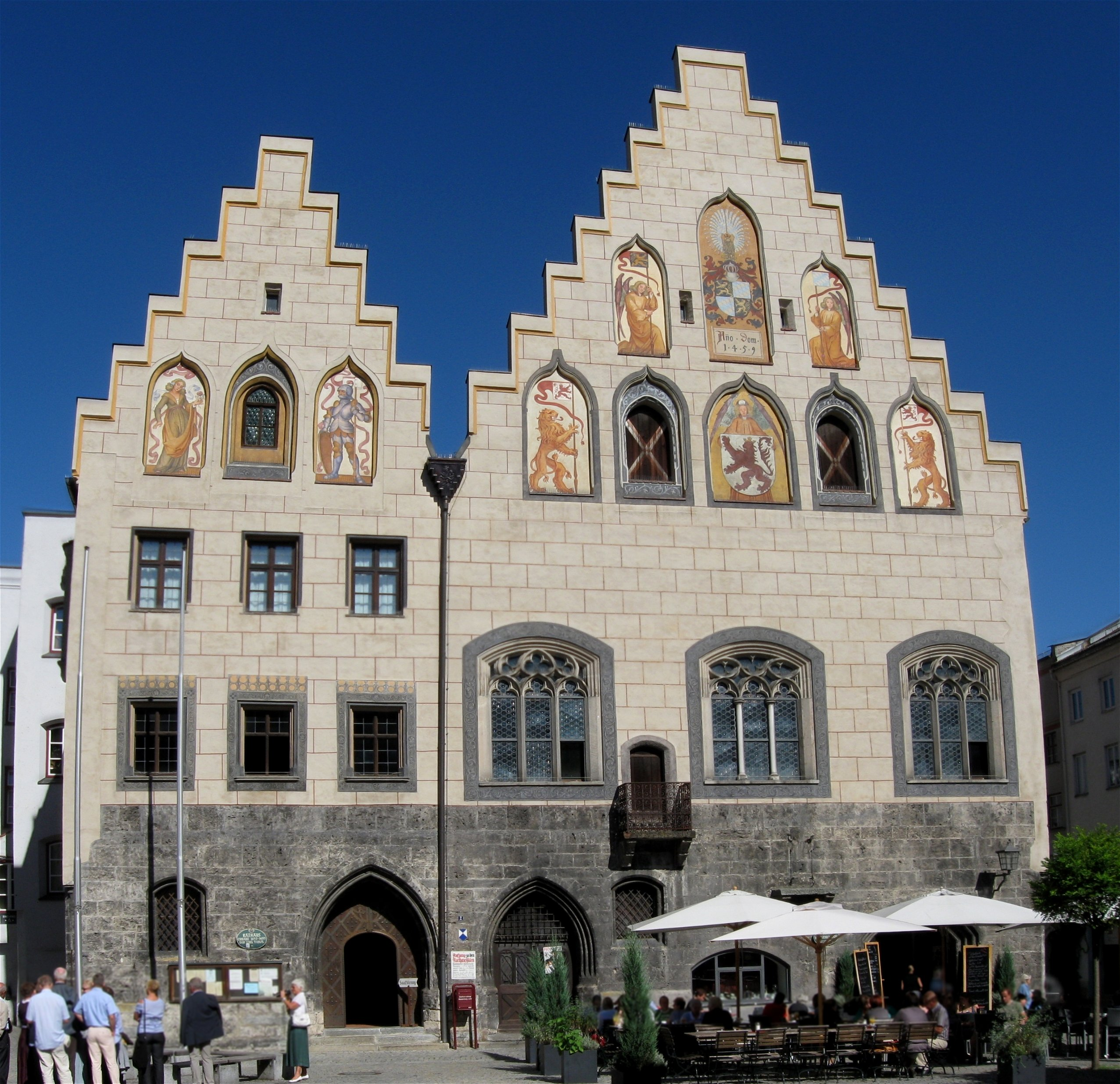
Városháza
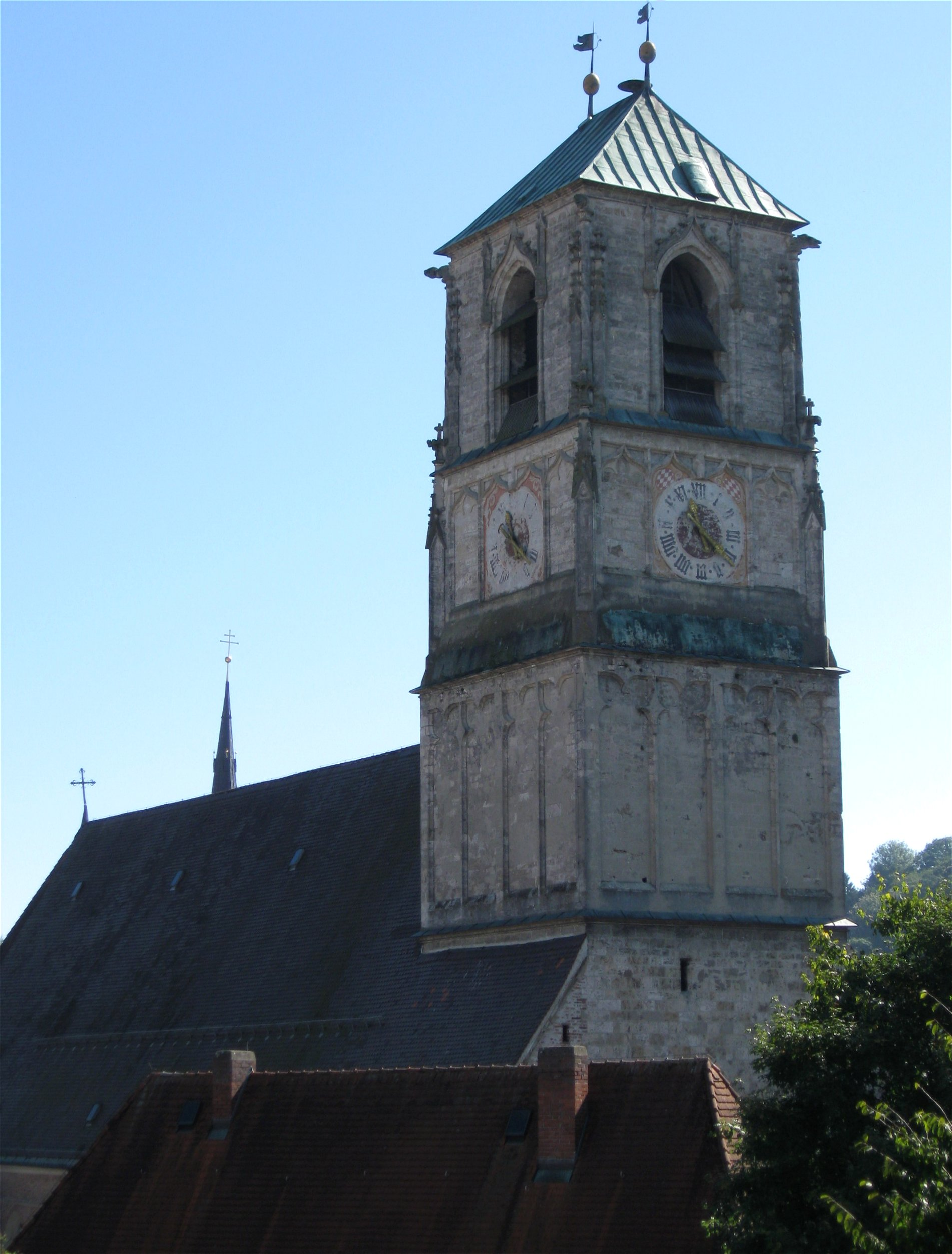
A Szent Jakab-templom tornya